# Franz Dietl
Franz Dietl (ur. 20 marca 1934 w Moosburg an der Isar, zm. 22 marca 2024 w Gräfelfing) – niemiecki duchowny rzymskokatolicki, w latach 1999-2010 biskup pomocniczy Monachium i Fryzyngi.

## Życiorys
W 1953 złożył śluby zakonne w zgromadzeniu Misjonarzy Najświętszego Serca Jezusowego. 23 sierpnia 1959 przyjął święcenia kapłańskie. W 1986 wystąpił z zakonu i został księdzem diecezjalnym w archidiecezji Monachium i Fryzyngi. 22 grudnia 1998 papież Jan Paweł II mianował go biskupem pomocniczym archidiecezji, ze stolicą tytularną Sebarga. Sakry udzielił mu 7 lutego 1999 kardynał Friedrich Wetter, ówczesny arcybiskup metropolita Monachium i Fryzyngi. W marcu 2009 osiągnął biskupi wiek emerytalny (75 lat) i złożył rezygnację, która została przyjęta z dniem 5 stycznia 2010. Od tego czasu pozostawał biskupem seniorem archidiecezji. 